# Alfonso III de Este
Alfonso III de Este (Ferrara, 22 de octubre de 1591-Castelnuovo di Garfagnana, 24 de mayo de 1644) fue duque de Módena y Reggio desde 1628 a 1629.

## Biografía
Era hijo de César de Este, duque de Módena, y de Virginia de Médici. Fue descrito como inteligente, pero de carácter violento e impulsivo. En 1610, dirigió la campaña de Mantua contra Lucca por la posesión de Garfagnana, sin embargo cayó enfermo con fiebre y se retiró a Módena, mientras que su hermano Luis continuó la lucha. Tuvo un papel destacado en la lucha entre la familia ducal y la de Pepoli que culminó con el asesinato del conde Ercole Pepoli en Ferrara en 1617.
El 22 de febrero de 1608 en Turín se casó con Isabel de Saboya, hija del duque Carlos Manuel I de Saboya y de su esposa, la infanta Catalina Micaela de Austria. La boda se celebró conjuntamente con la hermana de Isabel, Margarita de Saboya, con el duque de Mantua, Francisco IV Gonzaga. Profundamente enamorado de ella, cuando Isabel murió en 1626 por parto (el decimocuarto), empezó a pensar en tomar los votos religiosos. Cuando su padre murió el 11 de diciembre de 1628, Alfonso se convirtió en duque de Módena y Reggio. Sin embargo, en julio de 1629, anunció su abdicación desde el castillo de Sassuolo en favor de su hijo, Francisco. El 8 de septiembre del mismo año ingresó en los frailes capuchinos en Merano con el nombre de fray Juan Bautista de Módena.
Estudió teología y retórica en Roma, fundó un monasterio en Gorizia y fue llamado a predicar en Innsbruck y Viena. Fue predicador y misionero, y durante la peste de 1630-1631, jugó con valentía la labor de consolar a los moribundos. En octubre de 1632, regresó a Módena, pero su predicación contra las costumbres de la corte y en contra de los judíos, que intentó convertir obligándolos a escuchar sus sermones, hicieron que los ánimos se caldearan en la ciudad y su presencia se convirtió en "engorrosa"; por lo que se retiró a un convento en Castelnuovo di Garfagnana, construido por su hijo, el duque Francisco I, donde murió en 1644.

## Descendencia
De la unión entre Alfonso e Isabel nacieron catorce hijos, algunos de los cuales murieron en la infancia:
1. César (1609-1613), murió en la infancia.
2. Francisco (1610-1658), futuro duque de Módena. Se casó con María Farnesio, Victoria Farnesio y Lucrecia Barberini, con descendencia de todas ellas.
3. Obizzo (1611-1644), obispo de Módena.
4. Catalina María (1613-1628), monja en el monasterio de las Descalzas Reales de Madrid.[2]
5. César (1614-1677), murió soltero.
6. Alejandro (1615), murió en la infancia.
7. Carlos Alejandro (1616-1679), murió soltero.
8. Reinaldo (1618-1672), fue cardenal.
9. Margarita (1619-1692), se casó con Ferrante III Gonzaga, duque de Guastalla.
10. Beatriz (1620), murió en la infancia.
11. Beatriz (1622-1623), murió en la infancia.
12. Filiberto (1623-1645).
13. Bonifacio (1624), murió en la infancia.
14. Ana Beatriz (1626-1690), se casó con Alejandro II Pico della Mirandola.